# Мацокін Микола Петрович
Мацокін Микола Петрович (23 грудня 1886 , Київ  — 8 жовтня 1937 ) — російський і радянський китаєзнавець та японознавець. Професор Державного Далекосхідного університету та інших московських ЗВО. Має понад сто наукових праць зі сходознавство — навчальних посібників, статей та рецензій . До сфери його наукових інтересів входили: лінгвістика, етнографія, економіка, міфологія та історія Китаю і Японії. Одним із перших зробив спробу уведення до японської мови методів теоретичної лінгвістики.
З кінця 1924 по жовтень 1927 року був співробітником генерального консульства СРСР у Харбіні .
У період роботи в Іноземному відділі ОДПУ (1924—1934) займався перекладом документів з китайської та японської мов, а також аналізом зовнішньої політики, соціології, економіки та військового потенціалу Японії.
Заарештований 26 липня 1937 року за звинуваченням у шпигунстві на користь Японії. Розстріляно 8 жовтня 1937 року. Похований на Донському цвинтарі у м. Москві.
Реабілітований посмертно 18 травня 1992 року, Висновок Прокуратури РФ.

## Біографія
Микола Петрович Мацокін народився 10 (23) грудня 1886 у Києві. Його батько, лікар-венеролог, Петро Григорович Мацокін (1859 — бл. 1917) служив військовим лікарем, мав чин надвірного радника, а серед своїх нагород — золоту медаль графа Дмитра Толстого за наукову працю «Метіси забайкалля» .
За атестатом про закінчення гімназії у Владивостоці Микола Мацокін у 1905 році вступив до Харківського університету на природничо-історичний факультет. Незабаром він переводиться на природне відділення фізико-математичного факультету, а через рік на юридичний факультет .
У 1907 році Микола Мацокін залишає навчання в Харківському університеті і їде до Франції, до міста Діжона, для вивчення французької мови в приватному порядку.

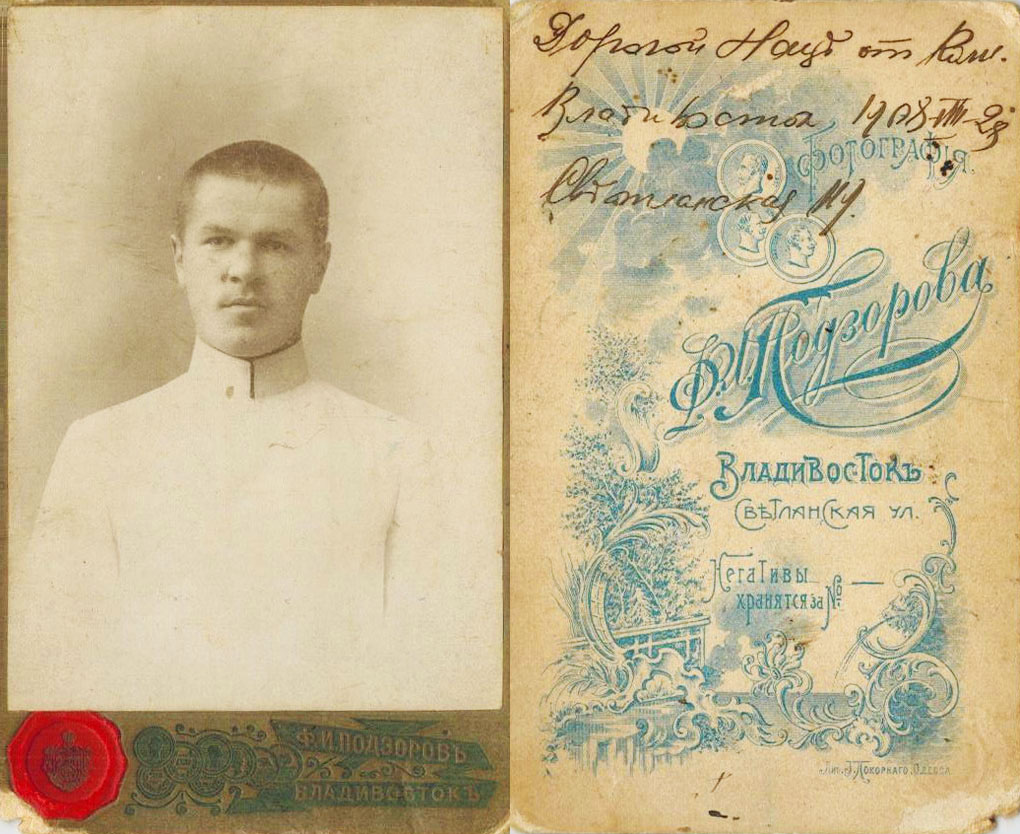
Микола Мацокін — студент Східного інституту.
Підписано для своєї першої дружини Анастасії:
«Дорогій Наці від Колі.
Владивосток 1908-VIII-28
Світланська 49»

На початку 1908 року у Миколи та його першої дружини Анастасії (1889—1966) у Полтаві народжується син — Григорій Мацокін (1908—1939).
Пізніше, в 1908 році, Микола Мацокін переїхав на навчання до Владивостока де навчався у Східному інституті за японсько-китайським розрядом, вивчаючи ще й мову Тибету. Серед його викладачів відомі сходознавці Євген Спальвін та Микола Кюнер . Закінчує інститут у 1912 році, однак, через конфлікт з професурою, диплом отримує лише через чотири роки. Після закінчення Східного інституту вступає на роботу до Управління Китайсько-Східної залізниці (КСЗ) у м. Харбіні на посаду перекладача японської мови.

|  | Будь сильний - ось єдиний обов'язок людини. Будь сильний - ось що слід було б сказати кожному, хто з'являється на світ. |
— Микола Мацокін «Дерзновения»
У 1910—1911 роках Микола Мацокін перебував у Японії для вдосконалення знання японської мови. У 1916 році він був нагороджений японським орденом за участь у російсько-японській конференції в Токіо та Сеулі, як перекладач.
У 1917 році Микола Мацокін був призначений помічником головного редактора газети «Юань-дунь-бао» — органу залізниці, що видавалася в Харбіні китайською мовою. Також співпрацює в харбінському журналі «Вісник Азії» Товариства російських орієнталістів . В 1919 році був звільнений за критику фінансової політики КСЗ в газеті «Нове життя» .
Після звільнення їде з Харбіна і влаштовується працювати лектором японської мови в Іркутському університеті. Влітку 1920 році викладав на курсах східних мов (з вересня 1920 року — факультет). У цей час курси японської мови відвідував відомий чеський письменник Ярослав Гашек .
Наприкінці 1920 року Микола Мацокін їде до Владивостока, де професор Євген Спальвін рекомендує свого улюбленого учня доцентом на кафедру етнографії та географії країн Далекого Сходу в Державному Далекосхідному університеті (колишній Східний інститут). Незабаром він виступає з критикою «реакційної та монархічної професури», з якою у нього не склалися стосунки ще в період навчання. В результаті Мацокін був звільнений, хоча, за клопотанням професора Спальвіна, йому було дозволено читати лекції в цьому ж університеті.
З 1922 по 1923 рік Микола Мацокін обіймає посаду помічника завідувача відділення Далекосхідного телеграфного агентства ДАЛЬТА (нині ТАРС) в Йокогамі в Японії. У серпні 1923 року він поновлюється на роботі у ДДУ, через три роки після звільнення, але до роботи так і не приступає. У період з 1924 по жовтень 1927 років працює спочатку перекладачем, а потім драгоманом в генконсульстві СРСР в Харбіні. У 1928—1930 pp. знову працює у ДДУ, де стає позаштатним професором по кафедрі японської мови, а після ліквідації ДДУ у лютому 1930 року, переїжджає до Москви і викладає японську мову в Московському інституті сходознавства та інших московських ЗВО.
У липні 1931 року у квартирі Мацокіна зупиняється подруга його дружини — Лютгарда Пашковська, яка одразу потрапляє у поле зору НКВС через часті контакти зі співробітниками японського посольства, які іноді стали відвідувати і квартиру професора. У результаті Микола Мацокін був заарештований за звинуваченням у шпигунстві на користь Японії у вересні 1931 року. Під час обшуку у нього було знайдено 850 доларів та «револьвер системи "Браунінг"». І хоча доказів роботи на японців знайдено не було, професора Мацокіна було засуджено до десяти років у виправно-трудовому таборі, але було звільнено умовно-достроково 19 березня 1934 року  .
Швидше за все, до цього часу відноситься згадка про нього в мемуарах Наталії Семпер, яка брала у Мацокіна уроки японської мови:

Моїм учителем… був далекосхідний професор Микола Петрович Мацокін, автор кількох книг та статей з етнографії Азії. Теж високий, але огрядний чоловік років сорока п'яти. Голений, недбало одягнений у якусь фуфайку; товариський, енергійний. Він жив у глухому, суцільно дерев'яному Самарському провулку, за парком ЦДКА. Мацокін та його дружина — француженка Ернестіна Коффруа, красива брюнетка, яка здобула освіту в Сорбонні…

З матеріалів кримінальної справи відомо, що у фактичному шлюбі з Мацокіним перебувала громадянка Совєтського Союзу французького походження Андре Сенторенс, яка працювала бібліотекаркою у Московському енергетичному інституті. За зв'язок з Мацокіним француженку засудили до восьми років виправних таборів як члена сім'ї зрадника Батьківщини. 
Микола Петрович Мацокін був заарештований вдруге 26 липня 1937 року під час « Великого терору». Близько півроку раніше, у січні 1937 року генеральним комісаром держбезпеки стає Микола Єжов, і арешти «ворогів народу», незалежно від рівня, починаються по всіх організаціях. З початком японо-китайської війни 7 липня 1937 року хвиля арештів сходознавців значно зростає. Як відомо, оперативний наказ № 00593, який започаткував масові репресії колишніх співробітників КСЗ (харбінців), виходить 20 вересня 1937 року.
Цього разу Мацокін знову був звинувачений у шпигунстві на користь Японії та засуджений до вищої міри покарання Військовою колегією Верховного суду СРСР 8 жовтня 1937 року. Справа розглядалася особливому порядку. Обвинувачем був Прокурор СРСР Андрій Вишинський, а вів процес голова Військової колегії Верховного Суду СРСР Василь Ульріх. Вирок був виконаний того ж дня.
12 травня 1992 року Комісія з реабілітації визначила, що Микола Петрович Мацокін був засуджений необґрунтовано , а 18 травня 1992 року рішенням Прокуратури РФ він був реабілітований .

## Наукова діяльність
Найбільш повна та докладна оцінка наукової діяльності Миколи Мацокіна дана професором Осакського університету Олександром Дибовським, який характеризує його як людину «виключних здібностей та амбіцій, широких наукових інтересів, глибоких та різнобічних знань, феноменальної працездатності».
Роботи з етнографії та антропології
Перші роботи Миколи Мацокіна опубліковані ще під час навчання у Східному інституті (1908—1912).
- «Відносини статей до шлюбу деяких малоросійських селах», 1909 р.
- «Материнська філіація у китайців, корейців та японців» 1910 р.
- «Материнська філіація у Східній та Центральній Азії», 1911 р.

На підставі двох останніх робіт Микола Мацокін констатує, що «три головні народи Далекого Сходу» — китайський, корейський і японський у ході їх еволюції мали «лад, заснований на походженні по материнській лінії» .
Міфологія

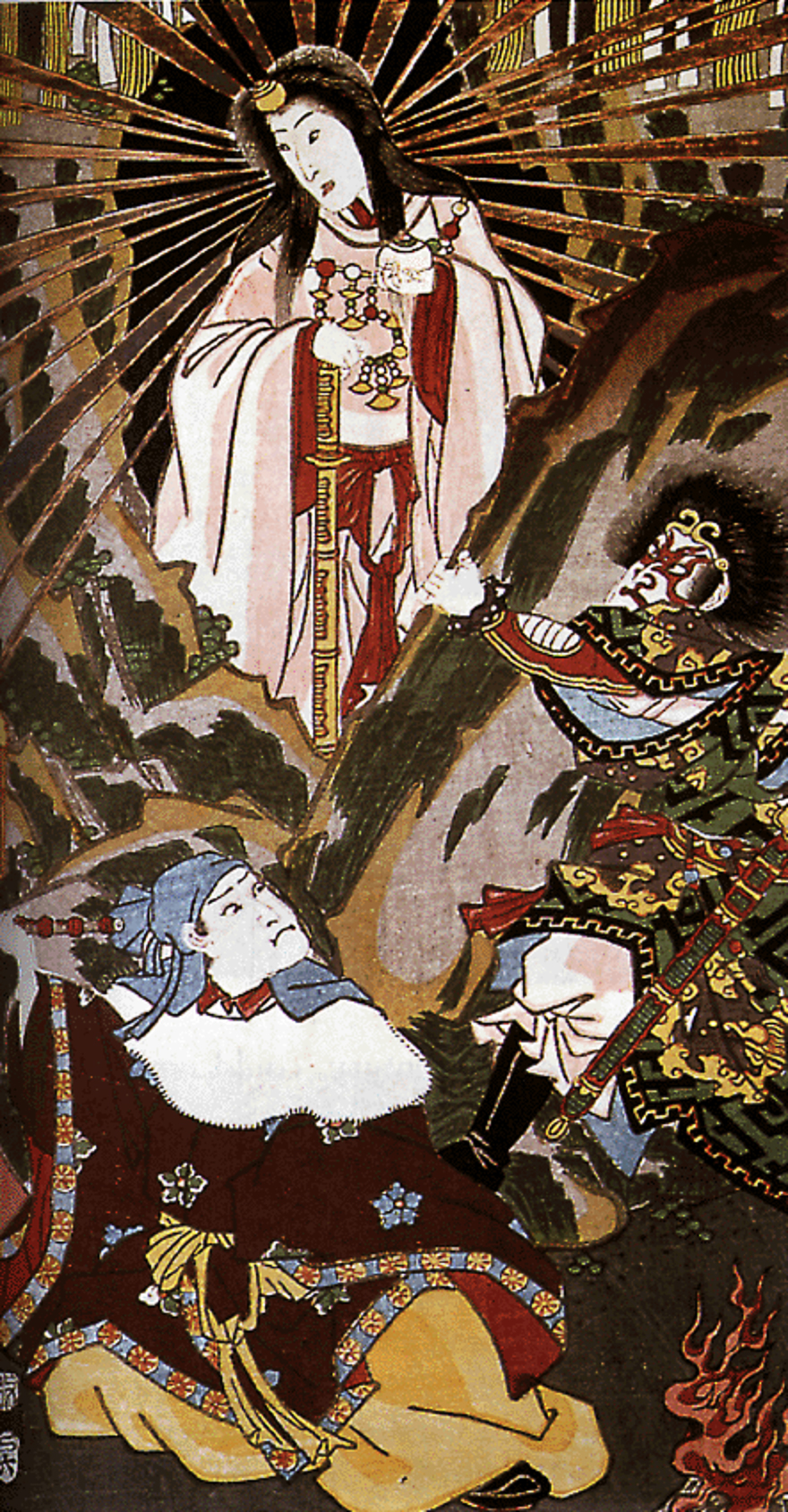
Богиня сонця Аматерасу

Однією з найвідоміших робіт Миколи Мацокіна є «Японський міф про видалення богині сонця Аматерасу у небесний грот та сонячна магія». Ця робота була опублікована в 1921 р. в «Відомостях східного факультету ДДУ». На основі аналізу цього міфу Микола Мацокін знаходить деякі лексичні подібності з меланезійською говіркою, а також подібності між японською, монгольською та турецькою мовами. На думку професора Олнександра Дибовського, Микола Мацокін цілком може вважатися попередником Євгенія Поліванова, у справі формулювання гіпотези про малайсько-полінезійський субстрат для походження японської мови .
Роботи з лінгвістики та навчальні посібники
- Навчальний посібник «Вирізки з японських газет та журналів: посібник для студентів японського відділення східного факультету ДВГУ. Частина 1. Текст» Владивосток, 1928
- Книга « Морфологія японського дієслова» Владивосток, 1929 р.

У книзі дано критичний опис історії вивчення японського дієслова в роботах зарубіжних та вітчизняних японознавців, враховано думку японських мовознавців, а також автор представив свій варіант синхронного опису морфології японського дієслова .
Переклади та огляди іноземної преси
Загалом Миколою Мацокіним опубліковано близько 20 перекладних робіт з французької, японської, китайської та англійської мов, багато з яких було зроблено ще у студентські роки. Це переважно переклади з економіки, етнографії та соціології. У період роботи в Харбіні (1912—1918 та 1923—1927) він активно займається аналізом публікацій у японській пресі, висловлювань японських політиків, вчених та оглядачів. Пише цілу низку оглядових статей:
- «Граф Окума та японське зарозумілість», 1913 р.
- «Японські вигадки та його винуватці», 1915 р.
- «Японці про японо-американську війну», 1924 р.
- «Японці про японо-американську сухопутну війну», 1925 р.
- «Громадські діячі Японії про російсько-японську угоду», 1926 р.
- «Класова боротьба на селі та аграрні конфлікти», 1927 р.

Рецензії
Загалом Миколою Мацокіним було написано понад 30 рецензій щодо сходознавства. Деякі його останні рецензії, що стосуються 1935 року, відрізняються високою політизованістю і не завжди обґрунтованою критикою багатьох радянських сходознавців. Швидше за все, після кількох років ув'язнення, проведених у НКВС, почуття самозбереження змушує його зайняти конформістську позицію стосовно радянської влади. Як пише професор С. І. Кузнєцов, «Мабуть Мацокін проти своєї волі використовувався НКВС для розгортання масштабних репресій проти радянської японознавчої школи, особливо проти її далекосхідної частини». Рецензія Миколи Мацокіна на «Підручник японської мови» П. А. Гущо та Г. С. Горбштейна була спростована тридцятьма сімома радянськими сходознавцями. У рецензії підручник характеризувався як «збори термінологічного мотлоху, а автори звинувачувалися в протаскуванні японського націоналізму, пособництві британському імперіалізму і в насадженні феодалізму в радянській науці» .

## Робота в Іноземному відділі ОДПУ
На жаль, особиста справа Мацокіна як співробітника ІНВ ОДПУ, як і раніше, засекречена, але з матеріалів його кримінальної справи відомо, що він перебував на службі в резидентурі ОДПУ під час свого другого перебування в Харбіні (1923—1927). У цей період, швидше за все, приблизно в 1924 році, Микола Мацокін зустрічає свого старого знайомого по Владивостоку, колишнього підполковника білогвардійської контррозвідки, а тоді вже перекладача радянського консульства в Харбіні — Василя Крилова, який запропонував Мацокіну роботу в консульстві. Після цього Микола Мацокін стає співробітником резидентури ІНВ ОДПУ .
Будучи на службі в ІНВ ОДПУ, Микола Мацокін поєднує свої наукові інтереси з розвідувально-аналітичною роботою. Його увага сконцентрована на вивченні всіх аспектів внутрішньої та зовнішньої політики Японії, її військового та економічного потенціалу та військової доктрини. Постійно аналізує іноземні газети та журнали з економіки, політики та соціології, які служили йому цінним джерелом оперативної інформації. Не залишаються без уваги публікації японських авторів і події, що відбуваються в Японії. Його цікавить, як японці ставляться до проблем тваринництва у Китаї та які перспективи вирішення продовольчої проблеми бачать японці від розвитку рисівництва у Примор'ї.
Таким чином, як стверджує професор Олександр Дибовський, саме високий рівень наукової компетентності Миколи Мацокіна могла впливати на далекосхідну політику СРСР. Про це пише і сам Микола Мацокін у своїй скарзі з в'язниці: «…Ніхто з товаришів з ІНО не заперечуватиме, що моя щира і чесна робота мала велике значення для прийняття правильної лінії в далекосхідній політиці СРСР…».
Приблизно у серпні 1927 року Микола Мацокін переїжджає до Владивостока. Як пише у своїй роботі «Хто Ви товариш „Професор“?» історик радянських спецслужб А. М. Буяков, приблизно у другій половині 1927 року у Владивостоці було організовано Далекосхідний сектор ІНО ОДПУ, один із агентів якого, під псевдонімом «Професор», був кваліфікованим перекладачем, великим мовознавцем та відомим японознавцем. Професор був офіційно влаштований на роботу доцентом на східний факультет ДВДУ. Це дає можливість припустити, що мова могла йти тільки про одну людину — Миколу Петровича Мацокіна.
Даних про ліквідацію Далекосхідного сектора ІНВ ОДПУ знайти не вдалося, але відомо, що продовжуючи службу в ІНВ, у серпні 1930 року Микола Мацокін був переведений у розпорядження центрального апарату цього ж відомства в Москві, а вже у жовтні 1930 року стає професором японської мови у Московському інституті сходознавства .
19 січня 1932 року Микола Мацокін був засуджений до десяти років ВТТ, але фактично покарання відбував у внутрішній в'язниці НКВС на Луб'янці . Весь цей час він продовжував виконувати обов'язки перекладача ІНВ ОДПУ та отримувати платню. На початку 1934 року він був звільнений умовно-достроково, а 1 листопада 1934 «у зв'язку з ослабленням зору», прослуживши близько десяти років у розвідці, професор Мацокін був офіційно звільнений з органів.

### Меморандум Танака
На думку письменника-історика Олександра Куланова, Микола Мацокін міг мати стосунок до розшифрування та аналізу сотень, здобутих радянськими розвідниками цінних японських та китайських секретних документів. Одним із таких міг бути оприлюднений вже набагато пізніше «меморандум Танака», нібито складений японським прем'єр-міністром Танака Гіїті та представлений ним імператору Хірохіто 1927 року. Хоча сьогодні істориками переконливо доведено, що радянська розвідка за великі гроші купила вміло сфабрикований документ одночасно в Харбіні та Сеулі, є непрямі підтвердження того, що саме Мацокін погодився підтвердити справжність цього «меморандуму». Підтвердженням причетності Мацокіна до аналізу документів подібного рівня, може служити і те, що перед своїм від'їздом з Харбіна того ж 1927 року, Микола Мацокін був нагороджений вищим чекістським органом — Колегією ОДПУ — золотим годинником, нагородою, якої не удостоювався навіть працюючий у «паралельному» відомстві Ріхард Зорге.
Після другого арешту 26 липня 1937 року слідчих особливо цікавило, яку інформацію Мацокін міг передати японцям під час роботи перекладачем у резидентурі в Харбіні. На думку Олександра Куланова, найбільший інтерес міг викликати документ, що став сюрпризом самих японців. Йдеться, знову ж таки, про «меморандум Танака». Можливо, саме тому справа Мацокіна стала справою державної ваги і розглядалася в особливому порядку Військовою колегією ЗС СРСР.